# 조선민주주의인민공화국 민족보위성
민족보위성(民族保衛省)은 국방부에 해당하는 조선민주주의인민공화국의 폐지된 옛 내각 중앙행정기관이었다. 군사, 국방, 징집 및 국방에 관련된 군정 및 군령과 그 밖에 군사에 관한 사무 등을 담당하나 일부 군사 사무는 조선로동당과 분담한다. 1948년 9월 2일 내각 출범과 함께 조직되었다.

## 연혁
- 1948년 9월 - 민족보위성이라는 이름으로 출범.
- 1972년 12월 - 폐지, 제5기 내각때 인민무력부로 개편하여 재출범.

### 주요 참전 전쟁
- 조선 전쟁 (1950.06 ~ 1953.07)
- 베트남 전쟁

## 조직
- 총정치국
- 군수국
- 교육국
- 정찰국
- 정보국
- 작전국
- 군사위원회
- 정치안전국

### 소속 기관
- 대성산 애국렬사릉 관리위원회
- 신미리 혁명렬사릉 관리위원회

## 직할 부대
- 전선사령부
- 포병사령부

### 소속 부대
- 조선인민군 육군
- 조선인민군 해군
- 조선인민군 공군

## 역대 상, 부상

### 역대 상
- 최용건 1948년 9월 2일 ~ 1952년 7월 6일
- 최용건 1952년 7월 6일 ~ 1955년 7월
- 최용건 1955년 7월 ~ 1957년 9월 20일, 부총리 겸직
- 김광협 1957년 9월 20일 ~ 1962년 10월 23일
- 김창봉 1962년 10월 23일 ~ 1967년 12월 15일
- 김창봉 1967년 12월 16일 ~ 1969년 1월 6일
- 최현 1968년 12월 ~ 1972년 12월

### 역대 제1부상
- 오진우 1963년 ~ 1969년

### 역대 부상
- 김무정, 1948년 9월 2일 ~ 1950년 8월
- 강건, 1948년 9월 2일 ~ 1950년 9월, 조선인민군 총참모장 겸직]
- 김영수, 1948년 9월 2일 ~
- 김책 1948년 9월 2일 ~ 1951년 1월 30일, 산업상 겸직
- 김일, 1950년 9월 ~ 1954년 3월, 조선인민군 문화부 사령관 겸직
- 조명선, 1950년 8월 ~ 1951년 10월
- 김웅(金雄), 1951년 10월 ~ 1952년 7월 6일
- 김웅(金雄), 1952년 7월 6일 ~ 1958년 5월, 육군 대장, 1953년 2월부터 육군 전선사령관 겸직
- 리영호(李永鎬) 1953 ~ 1957.05, 해군사령관 겸직
- 오진우 (1954.03 ~ 1956.04)
- 김을규(金乙奎) ? ~ 1957년, 조선인민군육군대학 학장 겸직
- 김창덕(金昌德) 1955년 4월 ~ 1957년 8월
- 최현 1955년 12월 ~
- 허봉학, 1960년 2월 ~ 1962년 9월
- 최광(崔光) 1962년 9월 ~ 1969년 3월, 총참모장(1963.02~1969.03) 겸임
- 오백룡(吳白龍) 1963년 ~ 1968년 12월
- 최현 ? ~ 1968년 12월
- 허봉학, 1968년 ~ 1969년 1월 6일, 로동당 대남공작비서 겸임

### 역대 부부상
- 김일, 1948년 9월 2일 ~ 1950년 9월, 조선인민군 문화부 사령관 겸직
- 김정제, 1948년 9월 2일 ~ 1953년 9월
- 박성철 1953년 9월 ~ 1954년 8월, 민족보위성 정찰국장 겸직
- 최종학 ? ~ 1957년, 민족보위성 총정치국장 겸직

## 같이 보기
- 조선인민군
- 인민무력부
- 국가검열성
- 대한민국 국방부